# Luodian (sockenhuvudort i Kina, Hubei Sheng, lat 31,55, long 113,78)
Luodian är en sockenhuvudort i Kina. Den ligger i provinsen Hubei, i den centrala delen av landet, omkring 120 kilometer nordväst om provinshuvudstaden Wuhan. Antalet invånare är 36 236. Befolkningen består av 17 839 kvinnor och 18 397 män. Barn under 15 år utgör 14,0 %, vuxna 15-64 år 75 %, och äldre över 65 år 9,0 %.
Runt Luodian är det tätbefolkat, med 476 invånare per kvadratkilometer. Närmaste större samhälle är Changling, 19,0 km väster om Luodian. Trakten runt Luodian består till största delen av jordbruksmark.
Genomsnittlig årsnederbörd är 1 301 millimeter. Den regnigaste månaden är juli, med i genomsnitt 192 mm nederbörd, och den torraste är december, med 15 mm nederbörd.